# Ji-soo
Ji-soo, còn được viết là Ji-su, Jee-su, hoặc Jee-soo, là một tên Hàn Quốc không phân biệt giới tính. Nó có thể đề cập đến:
- Jisoo, tên thật Kim Ji-soo, ca sĩ Hàn Quốc
- Ji Soo, tên thật Kim Ji-soo, nam diễn viên Hàn Quốc
- Park Ji-soo, nữ diễn viên Hàn Quốc
- Seo Ji-Soo, thành viên nhóm nhạc Hàn Quốc Lovelyz
- Park Ji-soo, cầu thủ bóng đá Hàn Quốc
- Joshua Hong, tên thật Hong Ji-soo, ca sĩ người Mỹ gốc Hàn